# Шкварилюк, Владимир Васильевич
Владимир Васильевич Шкварилюк (укр. Володимир Васильович Шкварилюк; род. 9 июля 1974, Петров, Ивано-Франковская область) — украинский политик и экономист. Член партии «Фронт перемен» и глава её Ивано-Франковской областной организации.

## Образование
В 1992 году окончил Львовский техникум банковского дела, экономист, «Учёт в кредитных учреждениях». В 1997 году окончил Тернопольская академия народного хозяйства, Институт банковского бизнеса, экономист, «Учёт и аудит».

## Карьера
- Ноябрь 1992 — январь 1994 — оператор компьютерного набора сектора учётно-операционной работы операционного отдела дирекции акционерного коммерческого агропромбанка «Украина», г. Ивано-Франковск.
- Январь 1994 — апрель 1994 — старший экономист коммерческого отдела филиала коммерческого банка «АвтоЗАЗбанк», г. Ивано-Франковск.
- Апрель 1994 — январь 1996 — начальник коммерческого отдела филиала коммерческого банка «АвтоЗАЗбанк», г. Ивано-Франковск.
- Апрель 1997 — февраль 2006 — управляющий Ивано-Франковской филиалом коммерческого банка «Финансы и кредит», г. Ивано-Франковск.
- Март 2006 — апрель 2010 — заместитель председателя Ивано-Франковской областной государственной администрации, г. Ивано-Франковск.
- С мая 2010 — советник председателя правления ПАО "Банк «Финансы и кредит».
- С 12 декабря 2012 — народный депутат Украины VII созыва от партии Всеукраинское объединение «Батькивщина», № 54 в списке. Секретарь Комитета Верховной Рады по вопросам бюджета.
- В 2014 году избран народным депутатом Украины VIII созыва от Народного фронта.
- 25 декабря 2018 года включён в санкционный список России[1].

## Награды
Заслуженный экономист Украины (с декабря 2009).